# Regina Russell
Regina Russell Banali (Charleston, 2 de agosto de 1965) es una actriz, directora y productora estadounidense. Como actriz, ha aparecido en más de cincuenta películas y series de televisión. En 2014 produjo y dirigió el documental Quiet Riot: Well Now You're Here, There's No Way Back, acerca de la banda de hard rock Quiet Riot, y ha dirigido varios videoclips de la agrupación.

## Biografía
Russell nació en Charleston, Carolina del Sur en 1965. Inició su carrera como actriz interpretando un pequeño papel en el seriado Saved by the Bell en 1991, y el mismo año interpretó el papel de una sirena en el largometraje Hook, dirigido por Steven Spielberg. A partir de ese momento, empezó a registrar apariciones frecuentes en películas y series de televisión del género softcore, como Erotic Confessions, The Pleasure Zone, Nightcap, Sex Files, Hotel Erotica y Scandal.
A finales de la década de 2000 inició su carrera como directora y productora de cine y televisión, principalmente en obras sobre bandas de hard rock. En 2014 dirigió y produjo el documental Quiet Riot: Well Now You're Here, There's No Way Back, acerca de la carrera de la agrupación Quiet Riot. En 2015 produjo una serie de documentales titulados A Conversation with, en el que registró entrevistas con músicos como Steven Adler, Kelly Garni, Dee Snider, John 5 y la familia del fallecido guitarrista Randy Rhoads.
En 2019 dirigió el videoclip de la canción "In the Blood" de Quiet Riot, una producción estilo wéstern protagonizada por Frankie Banali, Tal Berkovich y Joe Chambrello que obtuvo premios y nominaciones en diversos festivales. Russell estuvo casada con Frankie Banali, reconocido por haber sido el baterista de Quiet Riot, hasta el fallecimiento del músico el 20 de agosto de 2020 a causa de un cáncer de páncreas.

## Filmografía

### Como actriz
- 2018 - Vice Girls 2: Undercover Escorts
- 2007 - Fall Guy: The John Stewart Story
- 2006 - Cannibal Taboo
- 2005 - One More Round
- 2003 - Hotel Erotica
- 2003 - Bad Bizness
- 2003 - Bikini Airways
- 2003 - Visions of Passion
- 2003 - The Mummy's Kiss
- 2003 - Hollywood Homicide
- 2003 - Cheerleader Massacre
- 2003 - Baberellas
- 2002 - America's Most Wanted
- 2002 - Wolfhound
- 2002 - Wheatfield with Crows
- 2002 - The Model Solution
- 2002 - Zig Zag
- 2001 - Savage Season
- 2001 - Sex Court: The Movie
- 2001 - Passion Cove
- 2001 - Lady Chatterley's Stories
- 2001 - Scandal: 15 Minutes of Fame
- 2000 - Sex Files: Pleasureville
- 2000 - Sex Files: Sexual Matrix
- 2000 - House of Love
- 2000 - Bedtime Stories
- 2000 - Scandal: Lawful Entry
- 2000 - Sex Files: Ancient Desires
- 2000 - Sex Files: Alien Erotica II
- 2000 - Kama Sutra
- 2000 - Sex Files: Creating the Perfect Man
- 2000 - Bare Deception
- 2000 - Passion's Obsession
- 2000 - Luck of the Draw
- 1999 - Erotic Confessions: Volume 11
- 1999 - Nightcap
- 1999 - The Big Hustle
- 1999 - The Pleasure Zone
- 1999 - Dungeon of Desire
- 1998 - Erotic Confessions
- 1991 - Hook
- 1991 - Saved by the Bell

### Como directora y productora
- 2015 - How Randy Rhoads Met Ozzy
- 2015 - Kevin Memories
- 2015 - A Conversation with Dee Snider
- 2015 - A Conversation with Jodi Vigier
- 2015 - A Conversation with John 5
- 2015 - A Conversation with Kelly Garni
- 2015 - A Conversation with Lark Williams
- 2015 - A Conversation with Steven Adler
- 2015 - A Conversation with the Rhoads Family
- 2015 - Back to the Coast
- 2015 - Casino Wedding
- 2015 - Frankie's Office
- 2015 - Sally Steele
- 2015 - Thunderbird Montage
- 2015 - Tour of Musonia
- 2014 - Quiet Riot: Well Now You're Here, There's No Way Back
- 2008 - I Should Be F***ing Brad Garrett
- 2008 - Matt Grant PSA for Spaying and Neutering Pets
- 2008 - Brad Garrett Pans Puppy Mills